# Great Western Woodlands

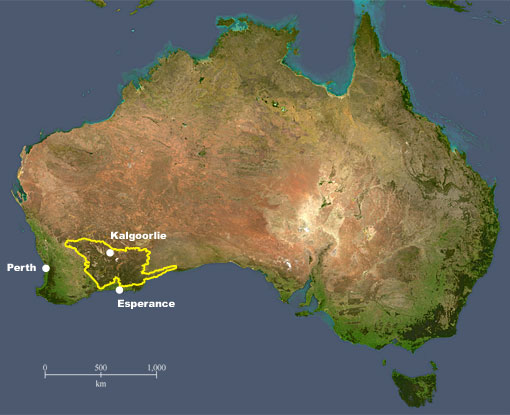
Lage der Great Western Woodlands in Australien

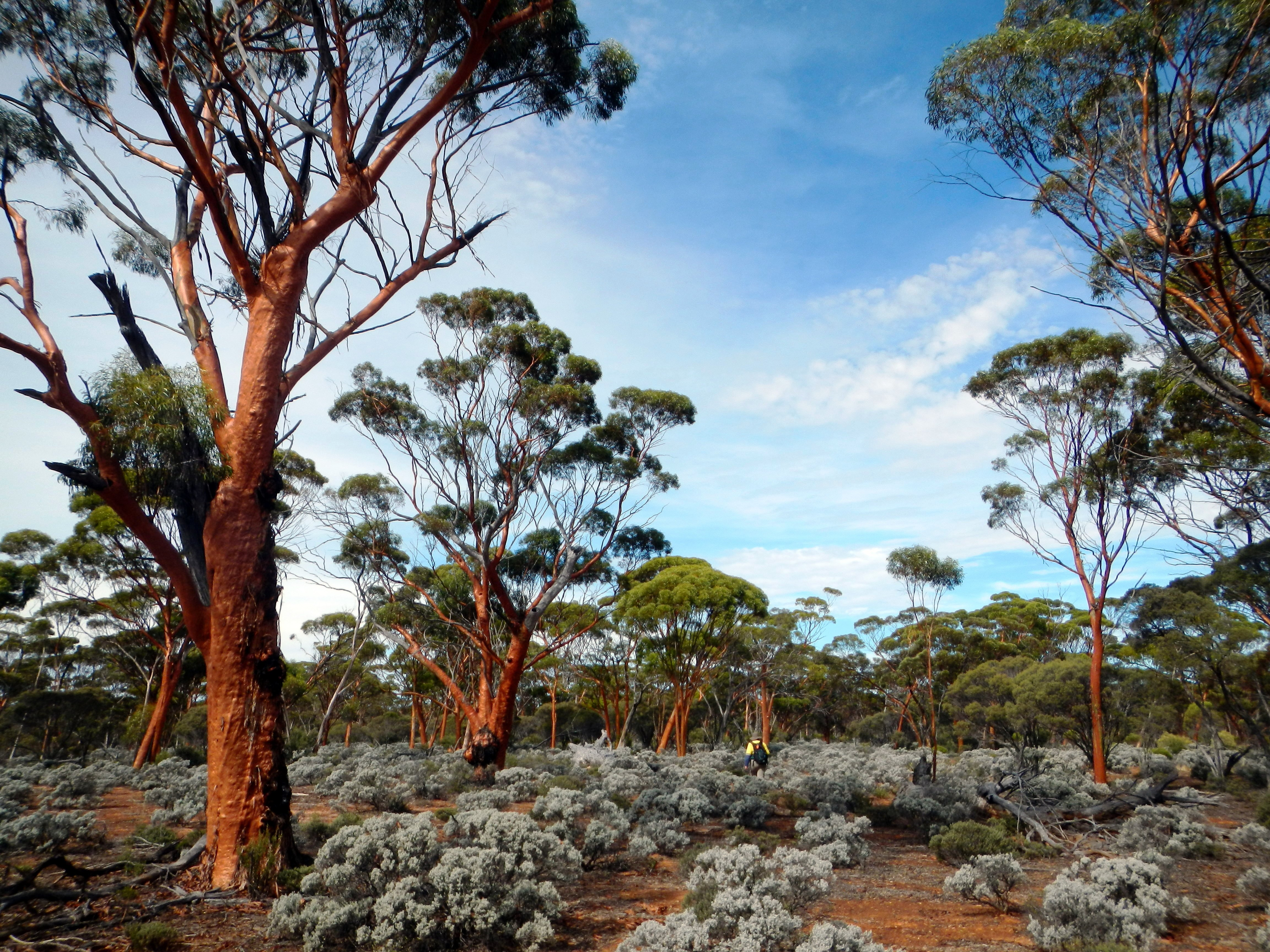
Great Western Woodlands

Die Great Western Woodlands (i. S. von Große West-Wälder) werden als eines der weltgrößten Waldgebiete
bezeichnet, die in einem gemäßigten Klima wachsen. Das Gebiet liegt im Südwesten von Western Australia im Outback und umfasst eine Fläche von 160.000 km² und ist damit größer als England und Wales. Die Grenzen der Great Western Woodlands erstrecken sich von der Nullarbor Plain im Osten bis zum Westaustralischen Weizengürtel im Westen und von der Stadt Esperance im Süden bis Kalgoorlie im Norden.
Das Gebiet hat große ökologische Bedeutung für Australien und darüber hinaus für die gesamte Welt, da große Mengen CO2 im Boden und in den Pflanzen gespeichert sind.

## Flora und Fauna
Die Flora und Fauna der Great Western Woodlands ist über die Zeiten hinweg weitestgehend intakt geblieben, da der Eingriff der Menschen in diesem Gebiet gering blieb. Dadurch leben in dem Habitat 416 Wirbeltierarten und 49 Säugetier-, 14 Frosch-, 138 Reptilien- und 15 Vogelarten. Mehr als 3300 Pflanzenarten zählte man in  diesem Gebiet, in dem Malleebüsche und Grasflächen neben den dominierenden Wäldern der Eukalypten wachsen. Die Waldregion der Great Western Woodlands hat große Bedeutung für das Klima, denn in ihr werden etwa 900 Mil. Tonnen CO2 gespeichert. Gefährdet ist diese empfindliche Ökologie durch Buschfeuer, eingeschleppte Tiere, Land-Aufteilungen und schlecht geplante   Entwicklungsmaßnahmen.

## Wirtschaftliche Entwicklung
Gold wurde in den späten 1800er Jahre in den Great Western Woodlands gefunden und es fanden erste Besiedelungen von Europäern statt. Nach dem Ende des Goldrauschs ging die Besiedlung wieder zurück. Als Nickel in den 1960er Jahren gefunden wurde, kamen wieder Menschen zurück, die Arbeit in den Städten Kalgoorlie, Coolgardie, Norseman und Southern Cross fanden. Ein wirtschaftlich bedeutender Tourismus entwickelt sich in der Region nur langsam, obwohl es mehrere Nationalparks wie den Frank-Hann-Nationalpark, Boorabbin-Nationalpark und Peak-Charles-Nationalpark gibt.

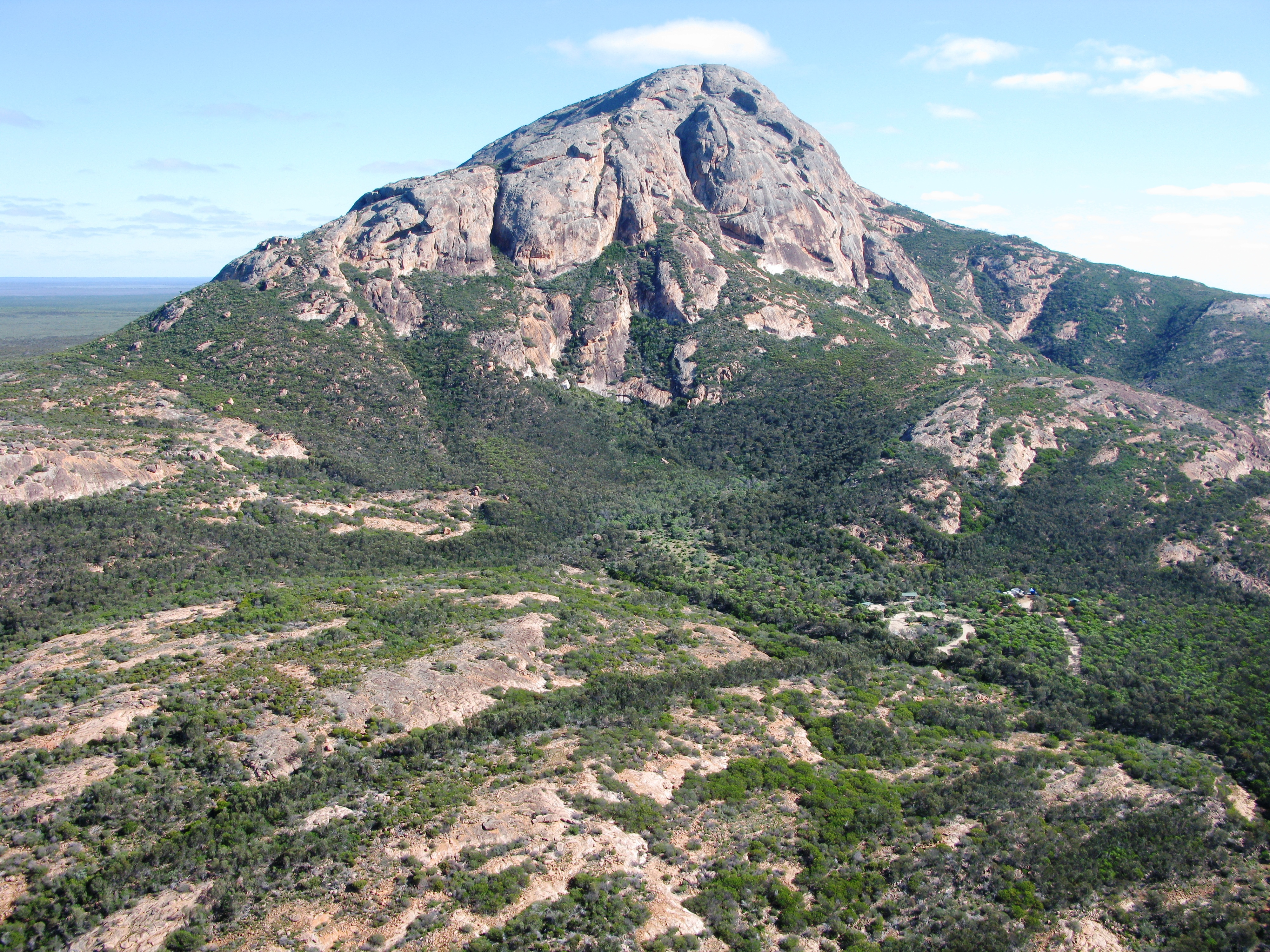
Peak Charles im Peak-Charles-Nationalpark
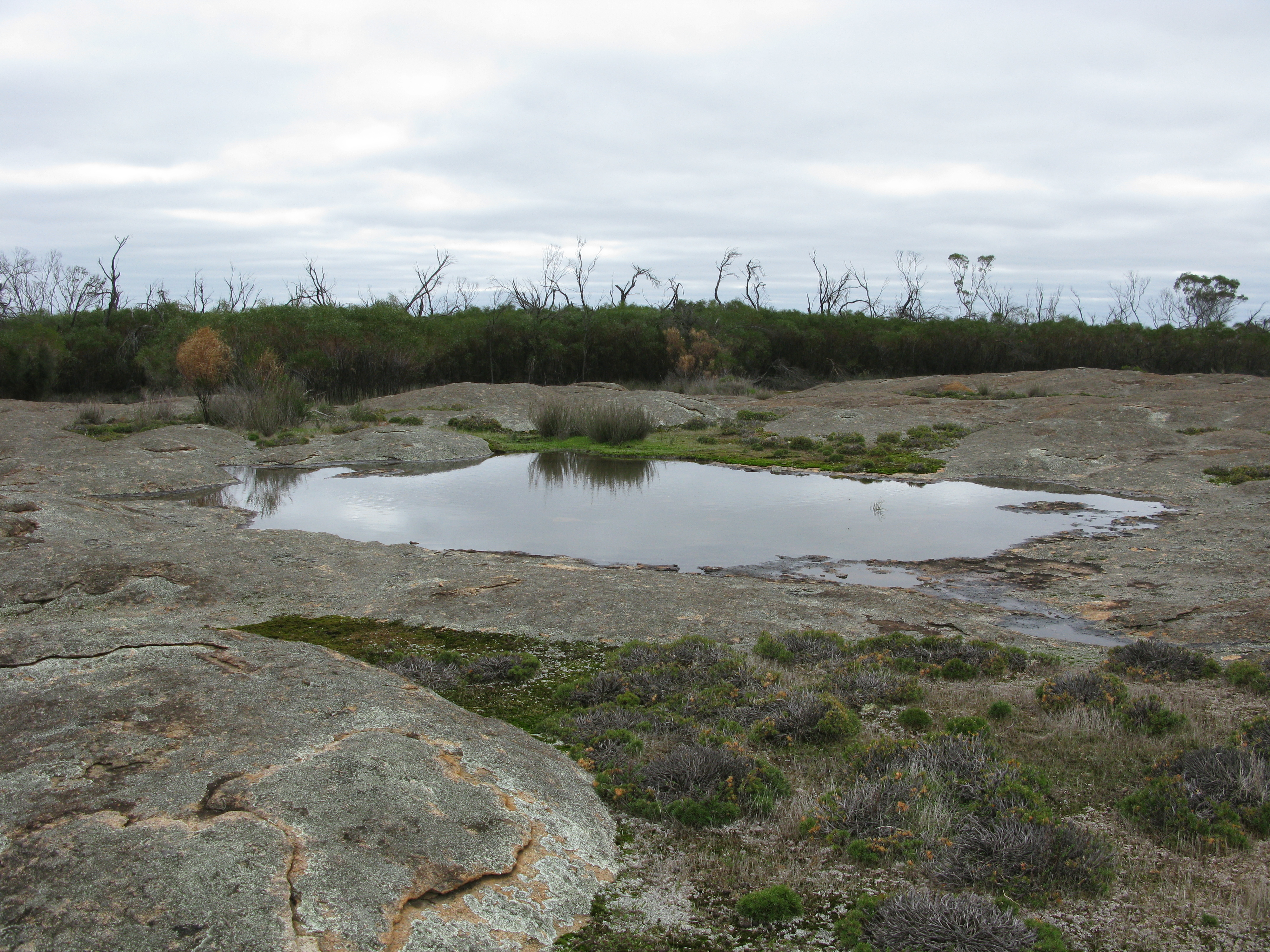
Mallee-Büsche und Gras bewachsene Flächen im Frank-Hann-Nationalpark
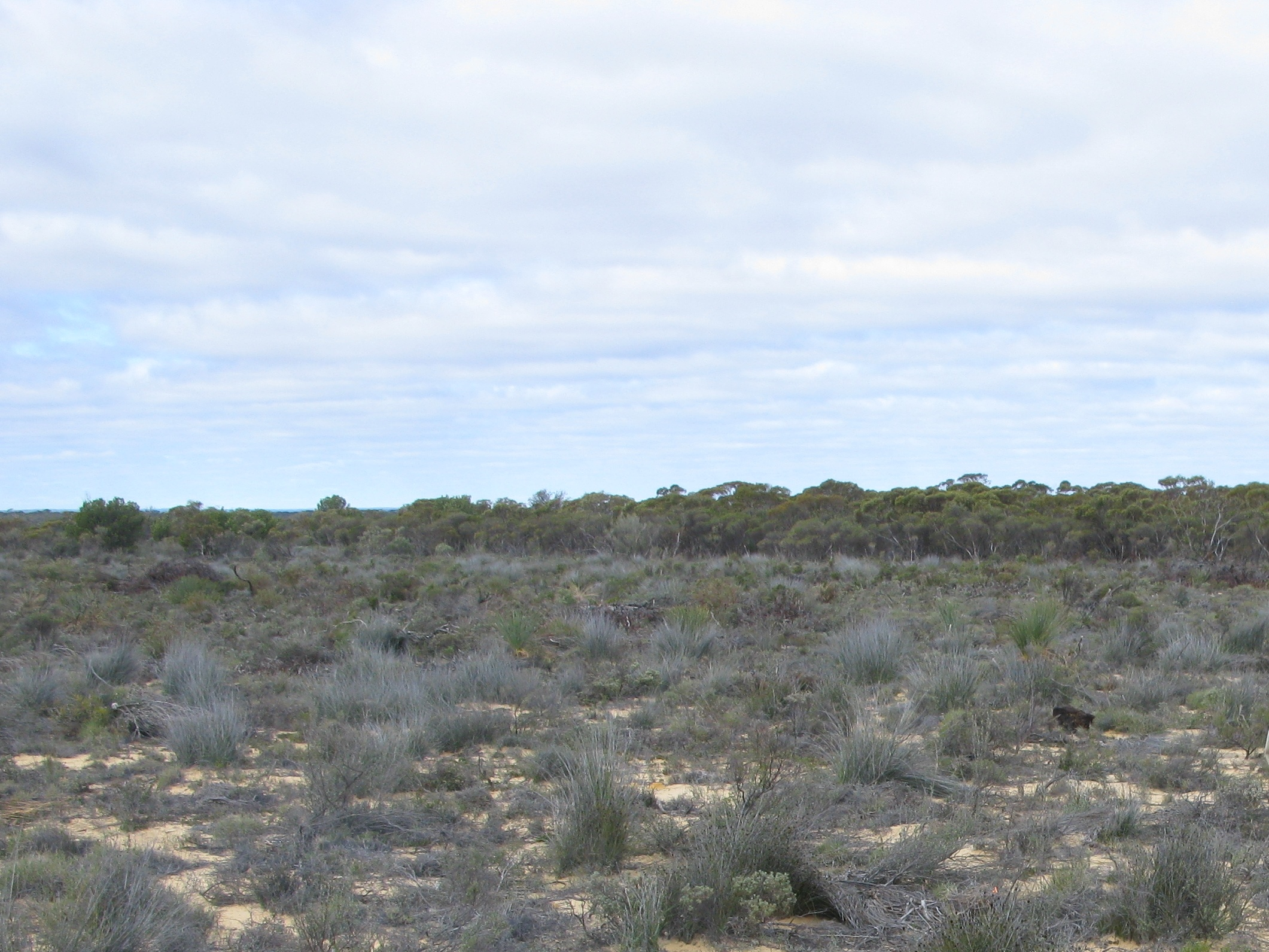
Mallee-Büsche und im Hintergrund Eukalypten im Boorabbin-Nationalpark

## Aborigines
Aborigines leben seit mehreren zehntausend Jahren in dieser bewaldeten Region, wo sie jagten und gezielt Buschfeuer legten, die die Natur zwar beeinflussten, aber keinen negativen Einfluss auf sie ausübten. Die angestammten Aborigines der Ngadju halten einen Native Title über 43.300 km², fast ein Viertel des Gebiets. und die Aborigines der Nyungar halten einen weiteren Native Title über 27.000 km².